# Orde van Bisschop Platon
De Orde van Bisschop Platon, (Estisch: Eesti Apostlik-Õigeusu Kiriku Piiskop Platoni orden) is een orde die wordt verleend door de Estische Apostolisch-Orthodoxe Kerk, een oosters-orthodox kerkgenootschap in Estland. De orde is ingesteld in 1922.

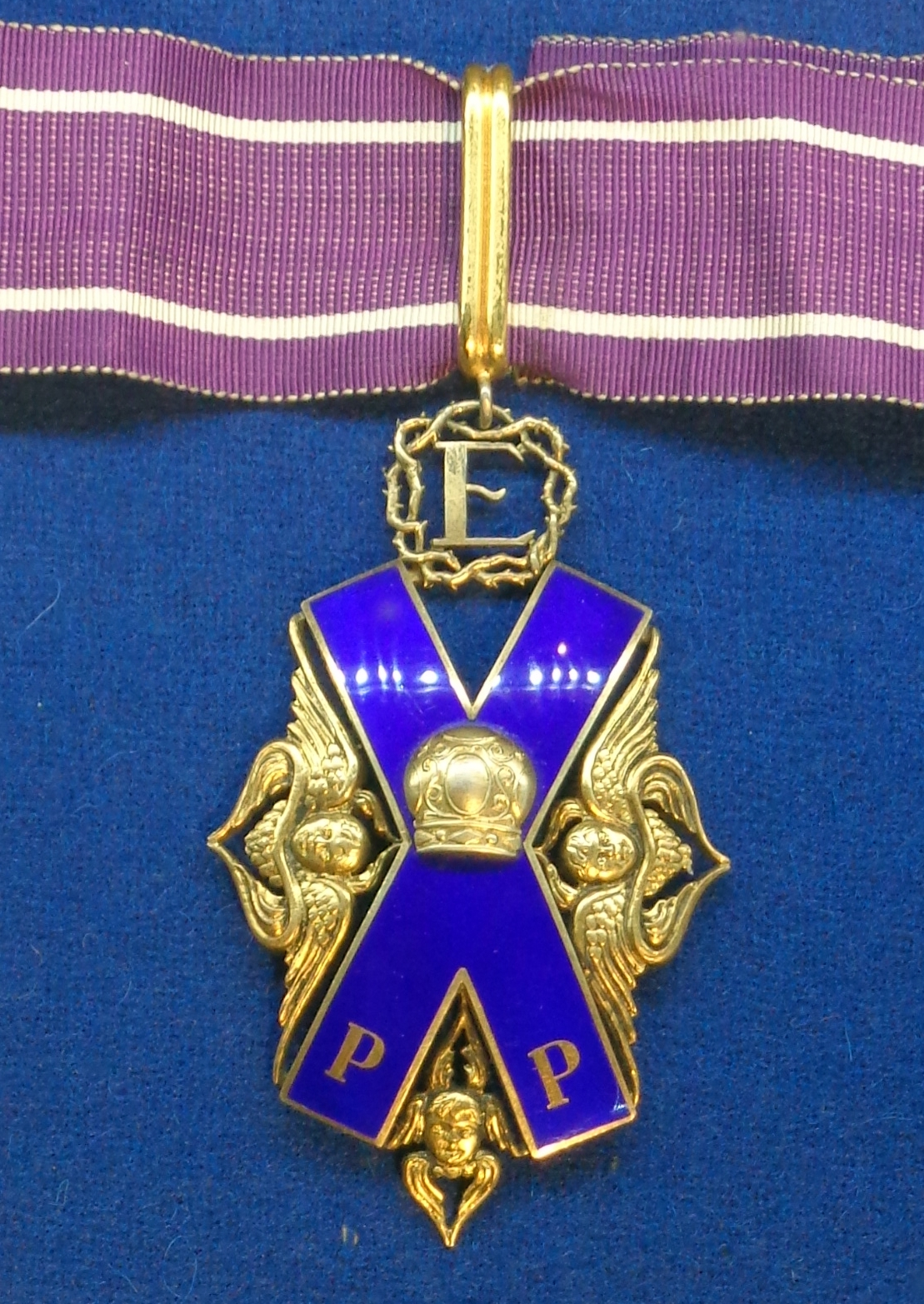
Versiersel van de IIe Klasse

## Geschiedenis
In 1922 besloot de Estisch-Orthodoxe Kerk, de voorloper van de Estische Apostolisch-Orthodoxe Kerk, een orde van verdienste in te stellen voor mensen die zich voor de kerk verdienstelijk hebben gemaakt. De drager hoeft niet noodzakelijkerwijs lidmaat van de kerk te zijn. In 1924 werd de orde voor het eerst verleend. Een van de eerste dragers was de latere president Konstantin Päts, die overigens zelf tot deze kerk behoorde.
De orde is vernoemd naar bisschop Platon Kulbusch, de eerste oosters-orthodoxe bisschop van Estische afkomst, die op 14 januari 1919 in Tartu door de bolsjewieken werd vermoord. Voor de Apostolisch-Orthodoxe Kerk gold hij sindsdien als martelaar. In 2000 is hij door de oosters-orthodoxe kerken heilig verklaard.

## De orde
Het blauwe andreaskruis wordt aan een paars lint met witte strepen gedragen. Op het kruis staat een orthodoxe gesloten mijter centraal. Op de onderste armen van het kruis staat tweemaal de initiaal "P". Als verhoging is boven het kruis een "E" (=Estland) binnen een doornenkroon aangebracht.
Het versiersel van de Ie klasse is een insigne op de borst zonder lint. Het versiersel van de IIe Klasse wordt aan een lint om de hals gedragen. Het iets eenvoudiger versiersel van de IIIe Klasse draagt men aan een kort stukje lint op de linkerborst.